# Герміні (Пенсільванія)
Герміні (англ. Herminie) — переписна місцевість (CDP) в США, в окрузі Вестморленд штату Пенсільванія. Населення — 718 осіб (2020).

## Географія
Герміні розташоване за координатами 40°15′48″ пн. ш. 79°42′49″ зх. д. / 40.26333° пн. ш. 79.71361° зх. д. (40.263225, -79.713603).  За даними Бюро перепису населення США в 2010 році переписна місцевість мала площу 0,63 км², уся площа — суходіл.

## Демографія
Згідно з переписом 2010 року, у переписній місцевості мешкало 789 осіб у 330 домогосподарствах у складі 203 родин. Густота населення становила 1254 особи/км².  Було 384 помешкання (610/км²).
Расовий склад населення:
| - 98,6 % — білих - 0,6 % — чорних або афроамериканців - 0,3 % — азіатів |

До двох чи більше рас належало 0,5 %. Частка іспаномовних становила 1,6 % від усіх жителів.
За віковим діапазоном населення розподілялося таким чином: 25,5 % — особи молодші 18 років, 60,3 % — особи у віці 18—64 років, 14,2 % — особи у віці 65 років та старші. Медіана віку мешканця становила 36,9 року. На 100 осіб жіночої статі у переписній місцевості припадало 91,0 чоловіків;  на 100 жінок у віці від 18 років та старших — 83,8 чоловіків також старших 18 років.
Середній дохід на одне домашнє господарство  становив 54 975 доларів США (медіана — 51 771), а середній дохід на одну сім'ю — 50 953 долари (медіана — 49 583). За межею бідності перебувало 19,2 % осіб, у тому числі 35,8 % дітей у віці до 18 років та 0,0 % осіб у віці 65 років та старших.
Цивільне працевлаштоване населення становило 432 особи. Основні галузі зайнятості: роздрібна торгівля — 19,4 %, освіта, охорона здоров'я та соціальна допомога — 18,8 %, будівництво — 11,3 %, сільське господарство, лісництво, риболовля — 9,5 %.